# Kupfer(I)tantal(V)-nitrid
Kupfer(I)tantal(V)-nitrid ist eine anorganische Verbindung aus der Gruppe der Nitride.

## Herstellung
Kupfer(I)tantal(V)-nitrid kann durch Ionenaustauchreaktion von Natriumtanal(V)-nitrid (NaTaN2) mit Kupfer(I)-iodid bei einer Temperatur von 670 Kelvin (ca. 400 °C) hergestellt werden.

## Struktur und Eigenschaften
In der rhomboedrischen Kristallstruktur des CuTaN2 wird das Tantal oktaedrisch von Stickstoff koordiniert. Daraus resultieren zweidimensional unendliche Schichten aus über Kanten verknüpften Oktaedern. Zwischen diesen Schichten befinden sich die Kupferatome, die von Stickstoff linear koordiniert werden.